# Asthenolabus mesoleucus
Asthenolabus mesoleucus är en stekelart som först beskrevs av Heinrich 1936.  Asthenolabus mesoleucus ingår i släktet Asthenolabus och familjen brokparasitsteklar. Inga underarter finns listade.